# La Història Natural de Selborne
La Història Natural i Antiguitats de Selborne o, simplement, La Història Natural de Selborne (en angles: The Natural History and Antiquities of Selborne) és un llibre del clergue-naturalista anglès Gilbert White (1720-1793). Va ser publicat per primera vegada el 1789 pel seu germà Benjamin. Des de llavors, ha estat imprès contínuament, amb gairebé 300 edicions fins al 2007. El llibre es va publicar a finals de la vida de White, compilat a partir d'una barreja de les seves cartes a altres naturalistes: Thomas Pennant i Daines Barrington; un "Calendari del naturalista" (a la segona edició) que compara les observacions fenològiques fetes per White i William Markwick de les primeres aparicions en l'any de diferents animals i plantes; i observacions de la història natural organitzades més o menys sistemàticament per espècies i grups. Un segon volum, reimprès amb menys freqüència, cobria les antiguitats de Selborne. Algunes de les cartes mai es van publicar i van ser escrites pel llibre.
La Història Natural de White va ser alhora ben rebuda pels crítics contemporanis i pel públic i, va continuar sent admirada per una àmplia gamma de figures literàries dels segles XIX i XX. El seu treball ha estat vist com una contribució primerenca a l'ecologia i en particular a la fenomenologia. S'ha gaudit del llibre pel seu encant i aparent senzillesa i per la forma en què crea una visió de l'Anglaterra preindustrial.
El manuscrit original s'ha conservat i s'exhibeix al museu Gilbert White a The Wakes, Selborne.

## Visió general
La part principal del llibre, La Història Natural, es presenta com un recull de 44 cartes suposadament a Thomas Pennant, un destacat zoòleg britànic de l'època i 66 cartes a Daines Barrington, advocat anglès i membre de la Royal Society. En aquestes cartes, White detalla la història natural de l'entorn de la casa de la seva família a la rectoria de Selborne, a Hampshire. Moltes de les cartes mai van ser publicades i van ser escrites especialment pel llibre. Patrick Armstrong, en el seu llibre The English Parson-Naturalist, assenyala que, en particular, "un exemple obvi és el primer, suposadament per a Thomas Pennant, però que és clarament artificial, ja que presenta la parròquia, resumint breument la seva posició, geografia i principals característiques físiques. " El biògraf de White, Richard Mabey, estima que fins a 46 de les 66 cartes a Daines Barrington "probablement mai van ser enviades per correu". Mabey explica que és difícil ser més precís a causa de l'extensa edició de White. Algunes cartes estan datades, tot i que mai s'han enviat. Algunes dates han estat modificades. Algunes cartes s'han escurçat, dividit en cartes més curtes, fusionat o distribuït en petites parts en altres cartes. Una secció sobre ocells que mengen insectes en una carta enviada a Barrington el 1770 apareix en el llibre com la carta 41 a Pennant. Els comentaris personals s'han eliminat en tot moment. Per tant, si bé el llibre es basa genuïnament en cartes a Pennant i Barrington, l'estructura del llibre és un recurs literari. Com a recull de cartes i altres materials, el llibre en el seu conjunt té una estructura desigual. La primera part és una seqüència de cartes similar a un diari, amb els descansos i les vagabunderies que segueixen naturalment. La segona és un calendari, organitzat per esdeveniments fenològics al voltant de l'any. La tercera és una col·lecció d'observacions, organitzades per grups i espècies d'animals o plantes, amb una secció sobre meteorologia. L'estructura aparentment laberíntica del llibre està, de fet, delimitada per seccions d'obertura i tancament, disposades com la resta com cartes, que "donen forma i magnitud i fins i tot una aparença d'estructura narrativa al que d'una altra manera hauria estat una antologia sense forma ". La Carta 1 no publicada comença així:
La parròquia de Selborne es troba a l'extrem est del comtat de Hampshire, limitant amb el comtat de Sussex i no gaire lluny del comtat de Surrey. Està a unes cinquanta milles al sud-oest de Londres, a la latitud cinquanta-una i gairebé a mig camí entre les ciutats d'Alton i Petersfield. En ser molt gran i extensa, limita amb dotze parròquies, dues de les quals estan a Sussex, és a dir, Trotton i Rogate. (...) Els sòls d'aquest districte són gairebé tan variats i diversificats com les vistes i els aspectes. La part alta del sud-oest consisteix en un turó gran de guix, que s'eleva a noranta metres per sobre del poble i es divideix en un ramat d'ovelles, el bosc alt i un llarg bosc penjant anomenat La Perxa. El secret d’aquesta eminència és el faig, el més bonic de tots els arbres forestals, tant si tenim en compte la seva escorça llisa, el seu fullatge brillant o les seves elegants branques penjants. The down, o sheepwalk, és un lloc agradable, semblant a un parc, d'aproximadament una milla per la meitat d'aquest espai, que sobresurt a la vora de la muntanya, on comença a dividir-se en les planes i domina una vista molt atractiva, sent un conjunt de turons, valls, boscos, bruguerars i aigua. La perspectiva està limitada al sud-est i a l'est per la gran cadena muntanyosa anomenada Sussex Downs, per Guild-down prop de Guildford, pels Downs al voltant de Dorking i Ryegate a Surrey, al nord-est, que en conjunt, amb el país més enllà d'Alton i Farnham, formen un contorn noble i extens.
"Cap novel·lista hauria pogut començar millor", va escriure Virginia Woolf; "Selborne està fermament situat en primer pla."

## Il·lustracions
La primera edició es va il·lustrar amb pintures de l’artista suís Samuel Hieronymus Grimm i impreses amb aiguatinta per W. Angus. Grimm vivia a Anglaterra des del 1768 i era un artista força famós, que costava 2 ½ guinees per setmana. En l'esdeveniment es va quedar a Selborne durant 28 dies i White va remarcar que va treballar molt dur en 24 d'ells. White també va descriure el mètode de Grimm, que consistia en esbossar el paisatge amb llapis de mina, després posar l'ombrejat i finalment afegir un lleuger rentat d'aquarel·la. Les il·lustracions van ser gravades (signades a la part inferior dreta) per una varietat de gravadors, inclosos William Angus i Peter Mazell.

## Estructura

### La Història Natural de Selborne

#### Cartes aThomas Pennant
Hi ha 44 cartes a l'amic de White, Thomas Pennant (1726-1798), de les quals les primeres nou mai es van publicar i, per tant, no tenen data. De les que es van publicar, la primera, la Carta 10, que ofereix una descripció general de Selborne, està datada el 4 d'agost del 1767. L'última, la Carta 44, sobre tudons, està datada el 30 de novembre del 1780. No se sap com es van fer amics, ni tan sols si es van conèixer mai. White escriu repetidament que li agradaria reunir-se "per tenir una petita conversa cara a cara després d'haver-nos mantingut correspondència tan lliurement durant diversos anys", pel que és segur que no es van reunir durant llargs períodes i és possible que mai es tornessin a veure. Les cartes s'editen a partir de la forma en què es van publicar. Per exemple, la Carta 10, tal com es va publicar, tenia un humil paràgraf introductori d'agraïment a Pennant que White va editar de la versió publicada.

#### Cartes a l'Excm.Daines Barrington
Hi ha 66 cartes a l'advocat Daines Barrington (1727–1800), que ocupen la meitat del llibre. La Carta 1, sobre aus de pas d'estiu, està datada el 30 de juny de 1769. La Carta 66, sobre tempestes elèctriques, està datada el 25 de juny de 1787. Per tant, les cartes de Barrington es superposen en gran manera al marc de temps de les de Pennant, però van començar i van acabar una mica més tard. Va ser Barrington qui va suggerir a White que havia d'escriure un llibre a partir de les seves observacions. Encara que Pennant havia mantingut correspondència amb White per un temps, confiava en White per obtenir informació d'història natural per als seus propis llibres i, suggereix el biògraf de White, Richard Mabey, d'haver volgut a White com una font contínua d'informació, no com un autor rival. A Barrington, d'altra banda, li agradava teoritzar sobre el món natural, però tenia poc interès a fer observacions ell mateix i tendia a acceptar els fets afirmats sense crítica. Un personatge en algunes de les cartes és una tortuga:
La vella tortuga, que he esmentat en una carta anterior, encara continua en aquest jardí, es va retirar sota terra al voltant del 20 de novembre i va tornar a sortir per un dia el 30. Ara jeu enterrada en una vora pantanosa humida sota una paret orientada al sud i en l'actualitat està embolicada en fang!
La Carta 65 descriu l'estiu de 1783 com:
sorprenent i portentós, i ple de fenòmens horribles. Doncs, a més dels meteorits alarmants i les tremendes tempestes que van atemorir i van angoixar als diferents comtats d'aquest regne, la peculiar boira, o boira fumejant, que va prevaler durant moltes setmanes en aquesta illa i en totes les parts d'Europa i fins i tot més enllà dels seus límits, era una aparença summament extraordinària, diferent a tot el conegut en la memòria de l'home... El sol al migdia es veia tant blanc com una lluna ennuvolada i llançava una llum ferruginosa de color rovell sobre el sòl i als pisos de les habitacions, però era particularment esgarrifós i de color sang a la sortida i a la posta. Durant tot aquest temps, la calor va ser tan intensa que la carn del carnisser amb prou feines es podia menjar a l'endemà de ser sacrificada ...
Això va ser causat per l'erupció del volcà Laki a Islàndia entre el 8 de juny del 1783 i el febrer del 1784, matant fins a una quarta part de la població d'Islàndia i estenent una boirina fins a Egipte.

### Les antiguitats de Selborne
Aquesta secció, sovint omesa en edicions posteriors, consta com la Història Natural de 26 cartes, cap d'elles publicades i sense ni tan sols la ficció de dirigir-se a Pennant o Barrington.
La Carta 1 comença de la següent forma: "És raonable suposar que en èpoques remotes aquest districte boscós i muntanyenc estava habitat només per ossos i llops" La Carta 2 parla de Selborne en l'època saxona. Selborne era, segons White, una mansió real, pertanyent a Editha, reina d'Eduard el Confessor. La Carta 3 descriu l'església del poble, que "no té pretensions d'antiguitat i, com suposo, no té una data anterior a l'inici del regnat d'Enric VII". La Carta 5 descriu l’antic teix al pati de l'església. La Carta 7 descriu el priorat (en ruïnes). La Carta 11 analitza les propietats dels Cavallers Templers dins i prop del poble.
La Carta 14 descriu la visita del bisbe Guillem de Wykeham el 1373 per corregir els escandalosos "abusos particulars" a les cases religioses de la parròquia. Ordena als canonges del priorat de Selborne (punt 5) "que s'encarreguin que les portes de la seva església i priorat estiguin tan vigilades que cap dona sospitosa i desordenada, suspectae en aliae inhonestae, passi pel seu cor i clausura en la foscor" ; (punt 10) deixar de "viure dissolutament segons la carn i no segons l'esperit", ja que s'ha comprovat que alguns dels canonges "dormen despullats en els seus llits, sense calçons i camises"; (punt 11) per deixar de "tenir gossos i assistir públicament a partits de caça" i "caceres sorolloses i tumultuoses"; (punt 17) per mantenir adequadament les seves cases i el propi convent, ja que han permès "per negligència, que es produeixin dilapidacions notòries"; (punt 29) per deixar de portar "adorns capritxosos, i l'afectació d'aparèixer com nuvis amb robes rivetejades de pells costoses, guants amb serrells i faixes de seda adornades amb or i plata". Richard Mabey descriu la reacció de White a la "saga Priory" com "greu desaprovació de la sensualitat dels monjos i ... la delinqüència general". Després, una seqüència de cartes relata la història dels priors de Selborne, fins a la Carta 24, que relata la presa del priorat pel Magdalen College, a Oxford, sota el comandament del bisbe William Waynflete el 1459. White descriu això com una caiguda desastrosa: "Així va caure el considerable i priorat ben dotat de Selborne després d'haver subsistit uns dos-cents cinquanta-quatre anys, uns setanta-quatre anys després de la supressió dels priorats aliens per Enric V i, uns cinquanta anys abans de la dissolució general dels monestirs per Enric VIII. La carta final registra que "Tot just el priorat (...) es va convertir en un apèndix del col·legi, però de seguida va haver de tendir a la decadència ràpida ". White assenyala que des de llavors, fins i tot "els mateixos fonaments han estat enderrocats per a la reparació de les carreteres" de manera que no quedi res més que una pastura aspre "ple de monticles i clots, ofegat per ortigues, i nan-ancià, i trepitjat pels peus del bou i la vedella ". White tenia motius per estar amargat per la presa de poder per Magdalen College, ja que els havia convertit en els senyors de la mansió de Selborne, el que al seu torn els va donar el dret de nomenar el rector. El biògraf de White, Richard Mabey, posa en dubte la "suposició freqüent" que el "pesar més profund de White era que mai no podria ser vicari de Selborne", però era cert que no era elegible, ja que només es podia concedir la vida als becaris de Magdalena.

### Calendari d'un naturalista

#### Des de l'any 1768 fins a l'any 1793
Aquesta secció, compilada pòstumament, conté una llista d’unes 500 observacions fenològiques a Selborne a partir dels manuscrits de White, organitzades per William Markwick (1739-1812) i complementades per les mateixes observacions de Markwick des de Catsfield, a prop de Battle, Sussex. Les observacions depenen de la latitud d'aquests llocs i del clima (global), formant una línia de base per a la comparació amb les observacions modernes. Per exemple, “el cucut (Cuculus canorus)" és registrat per White els dies 7 i 26 d'abril, i per Markwick el 15 d'abril i el 3 de maig (presumiblement només un cop a la data anterior) i "sentit per última vegada" per Markwick el 28 de juny.
La taula comença de la següent manera :

#### Observacions en diverses branques d’història natural
Observacions sobre aus
Aquesta és la secció més llarga de les observacions, amb comentaris de Markwick en cada cas.
Observacions sobre quadrúpedes
Aquestes són algunes entrades sobre ovelles, conills, gats, esquirols, cavalls i gossos.
Observacions d'insectes i verms
Els "verms" cobreixen cuques de llum, cucs de terra, cargols i llimacs, i una " serp verinosa ", una pell fosca.
Observacions sobre verdures
Les observacions es refereixen a arbres, llavors, "mongetes sembrades per ocells", "cogombres col·locats per abelles" i alguns fongs (tòfones, Tremella Nostoc i anells de fades).
Observacions meteorològiques
Aquestes són algunes curiositats com l'aiguaneu congelada i la "primavera negra" del 1771. També va registrar els efectes sobre el temps de l'erupció volcànica del cràter islandès Laki del 1783.

## Recepció

### Contemporani
L'amic de tota la vida de White, John Mulso, li va escriure el 1776, predint correctament que "el seu treball, en general, immortalitzarà el seu lloc de residència així com a vostè mateix". Thomas White va escriure "una ressenya llarga, agraïda, però ... degudament moderada "del llibre del seu germà a The Gentleman 's Magazine de gener de 1789, comentant que “la sagacitat de l'observació travessa l'obra". Un crític anònim publicat a The Topographer de l’abril de 1789 va escriure que "Poques vegades s'ha publicat una obra més deliciosa o més original que La Història de Selborne del Sr. White ... Evidentment, la Història Natural ha estat l'estudi principal de l'autor i, d'aquí, l'ornitologia és evidentment la preferida. El llibre no és una recopilació d’antigues publicacions, sinó el resultat d’observacions atentes de molts anys sobre la mateixa naturalesa, que s'expliquen no només amb la precisió d’un filòsof, sinó amb aquesta feliç selecció de circumstàncies que marquen el poeta ".

### Segle XIX
El 1830, un crític anònim, en el que el crític Tobias Menely va anomenar una descripció de Selborne "com un lloc que perdura més enllà de l'horitzó espaciotemporal de la vida moderna", va escriure després de visitar el poble que:
La retirada segrestada del naturalista encara és ... inaccessible a tot el coneixement millorat i el refinament que pertanyen a aquests temps il·luminats i virtuosos. S'ha exclòs de les benediccions del creixement del comerç i la població, de les fàbriques i filiacions, manufactures i metodisme, geni i ginebra, prosperitat i pauperisme.
El llibre va ser molt admirat pels escriptors contemporanis. Samuel Taylor Coleridge el va anomenar un "llibre dolç i deliciós". John Clare imitava el seu estil de cartes d'història natural. Thomas Carlyle va escriure que "És un dels nostres llibres més excel·lents. White, un rector d'un país tranquil, ha predicat un millor sermó aquí que tots els bisbes sorollosos de llavors". Es diu que a Charles Darwin li va encantar. Cap al 1862, el cirurgià i zoòleg retirat Thomas Bell es va traslladar a The Wakes. Va dedicar el seu temps a estudiar el treball de White i a editar la nova edició del llibre.

### Època eduardiana
A 1907-1921 Cambridge History of English and American Literature comença el seu assaig sobre el Selborne de White amb les paraules següents:
La Història Natural i Antiguitats de Selborne (1789) de Gilbert White ocupa una posició única en la literatura anglesa com el clàssic solitari de la història natural. No és fàcil donar, en poques paraules, una raó del seu notable èxit. De fet, no es tracta tant d'un llibre sistemàtic i organitzat de manera lògica com d'un registre inavaluable de l'obra de la vida d'un home senzill i refinat que va aconseguir imaginar-se a si mateix i el que veia. El lector es deixa portar pel seu interès pels resultats de l'observació amb visió de futur; però, més que això, el lector s'amara de l'esperit de l'escriptor que impregna tot el llibre i ho fa estimar a naturalistes afins com un company valuós.

### Modern
De vegades es tracta a White com un pioner de l'ecologia. L'ornitòleg britànic James Fisher ofereix una visió més equilibrada, escrivint en 1941:
El seu món és rodó, simple i complet; el país britànic, la fuita perfecte.
L'historiador mèdic Richard Barnett escriu que
“White té l'estrany poder de convertir als seus lectors a historiadors naturals, ja siguin jardiners, historiadors o biòlegs ", assenyalant que això exigeix anàlisi. Observa a més que "White és directament de Jane Austen. Si no fos per la seva fama com a naturalista i escriptor, res en la seva vida el distingiria de centenars de clergues rurals dels segles XVIII i XIX. La Història Natural de Selborne és una obra mestra estranyament sense pretensions i la seva construcció desordenada revela el procés pel qual White va arribar a escriure-la.
Barnett també assenyala que:
Part de l'atractiu de White rau en aquesta capacitat de convocar una visió particular i poderosa de l'Anglaterra preindustrial. Ofereix als seus lectors la clau d'un jardí emmurallat de suaus maons de la reina Anna, al costat del cementiri rural de Thomas Gray i un antic prat d'aigua.
Fred Strebeigh, tutor de no ficció de Yale, que va escriure a la revista Audubon el 1988, va comparar White amb Walden de Henry Thoreau:
Fora de les rutes i els camins del seu poble, Selborne va formar una nova història natural. Parlava senzillament, amb una veu humana. Però semblava profund. Va ser pionera en una manera per als estudiants de la natura que desitjaven, com ho feia White, no passejar per l’alt àrtic o el pacífic llunyà, sinó conèixer el seu propi terreny. Oferia un món ampli a tothom que vulgués aprofundir. Selborne va dir: mireu estretament, desgraneu a prop del terra. Va xiuxiuejar, callat, el que Thoreau emetria més tard: "Coneixem una simple pel·lícula del globus sobre el qual vivim. La majoria no s'ha endinsat ni sis peus per sota de la superfície ni ha saltat tants sobre ella”. “No sabem on som ". Dit amb aquestes paraules, com en tot Walden, Thoreau podria haver tingut present el poble de Selborne i el reverend Gilbert White - a la ciutat que només s'arribava per rodes que corrien bé sota la superfície, l'home el llibre del qual havia saltat les rodes per fer la volta al món.
Tobias Menely de la Universitat d'Indiana assenyala que el llibre "ha obtingut elogis de Coleridge, Carlyle, Darwin, Ruskin, Woolf i Auden" i que
la recepció de Selborne en els dos-cents anys transcorreguts des de la seva publicació inicial ofereix un exemple viu de la idealització retrospectiva que transforma la història en patrimoni.
El naturalista Richard Mabey escriu a la seva biografia de White que
He de confessar que, com molts altres, no vaig arribar sense dolor a la Història Natural. Durant anys em va desanimar l'aura de santedat i fanfarroneria que semblava envoltar-lo. Era el tipus de llibre que es presenta en els dies de lliurament de premis i ho veia com una obra, en tots els sentits, de la vella escola. Fins i tot quan finalment vaig arribar a llegir-lo, no puc dir que la meva opinió canviés dràsticament. Al principi no vaig poder fer front al seu desordre, les seves sobtades immersions en l'espessor del llatí taxonòmic i, durant un temps, no vaig poder notar el sentiment darrere de la prosa, sovint desapassionada.
A Virginia Woolf li va agradar el llibre prou com per dedicar-li un assaig en el seu El llit de mort del capità i altres assajos, "White's Selborne", afirmant que el començament del llibre és com una novel·la.

## Manuscrit
El manuscrit del llibre va romandre en la família White fins al 1895, quan es va subhastar a Sotheby El comprador va ser Stuart M. Samuel, que va muntar les cartes i enquadernar el llibre en cuir verd marroquí. La seva biblioteca es va vendre el 1907. El manuscrit va ser comprat pel comerciant A.S.W. Rosenbach el 1923 i passà a la col·lecció d’Arthur A. Houghton. La col·lecció Houghton va ser subhastada per Christie el 1980, en què el manuscrit va ser comprat per al museu de Gilbert White a The Wakes, Selborne, on s'exhibeix.

## Llegat
Thomas Bewick, en el primer volum (Land Birds) del seu A History of British Birds (1797), presenta una llista fenològica de 19 aus que són "principalment seleccionades de la Història Natural de Selborne del Sr. White, i estan disposades gairebé en l'ordre de la seva aparició ". La llista comença amb el wryneck ("mitjans de març"), col·loca al cucut a mitjans d'abril i acaba amb el papamosques a mitjans de maig. Charles Darwin va llegir la Història Natural quan era jove, el que el va inspirar a tenir "molt plaer en observar els hàbits de les aus" i preguntar-se "per què no tots els cavallers es van convertir en ornitòlegs". Sara Losh també va llegir la Història Natural com a part de la seva "meravellosa, variada i avançada educació (a la llar) per a una nena". La Història Natural de White s'ha publicat contínuament des de la seva primera publicació. Thames & Hudson van reimprimir una edició de butxaca de The Illustrated Natural History of Selborne el 2007. Durant molt temps es va considerar ("apòcrifament", segons el biògraf de White, Richard Mabey) com el quart llibre més publicat en l'idioma anglès després de la Bíblia, les obres de Shakespeare i John Bunyan (Progrés del pelegrí). Els freqüents relats de White en La Història Natural i Antiguitats de Selborne de la seva tortuga Timothy, heretada de la seva tia, formen la base d'una varietat de mencions literàries. El llibre de Verlyn Klinkenborg, Timothy, o Notes d'un rèptil Abject (2006) es basen totalment en aquest rèptil, com és El retrat d'una tortuga (1946) de Sylvia Townsend Warner. La tortuga també s'obre pas en la ciència, ja que la seva espècie, Testudo whitei (Bennett 1836), que durant molt de temps es va pensar que era sinònim de Testudo graeca, ha estat redescoberta a Algèria. Diversos escriptors han comentat sobre el llibre. El poeta Samuel Taylor Coleridge el va anomenar "Aquest dolç i deliciós llibre". La novel·lista Virginia Woolf va observar que "per algun dispositiu aparentment inconscient (...) una porta es deixa oberta, a través de la qual vam escoltar sons distants ". Entre els poetes, Edward Thomas va escriure que "en aquest any actual, 1915, almenys, és difícil trobar un defecte en la vida que va portar mentre que WH Auden va afirmar que "egoistament, jo també hauria sondejat per conèixer-te. Podria haver après molt ". El naturalista i locutor David Attenborough va anomenar a White "Un home en total harmonia amb el seu món". El novel·lista Roald Dahl té com a protagonista principal en el seu conte "The Visitor" llegir el llibre. L'escriptor i cuidador del zoològic Gerald Durrell va comentar a The Amateur Naturalist que White "simplement va observar la natura amb un ull agut i va escriure sobre ella amb amor".